# Slim Pickins
«Slim Pickins» (с англ. — «Скромный выбор») — песня американской певицы и автора-исполнителя Сабрины Карпентер из её шестого студийного альбома Short n’ Sweet (2024). Карпентер написала её вместе с Эми Аллен и продюсером Джеком Антоноффом. Песня стала девятым треком альбома 23 августа 2024 года, когда альбом был выпущен лейблом Island Records.
Баллада в стиле кантри, в тексте «Slim Pickins» она выражает сожаление по поводу нехватки подходящих мужчин для свиданий. Премьера песни состоялась в Музее Грэмми Grammy Museum at L.A. Live в Лос-Анджелесе 2 августа, до ее официального выхода.

## История
В январе 2021 года Сабрина Карпентер подписала контракт с Island Records. В марте 2024 года она объявила, что работает над шестым студийным альбомом, исследуя новые жанры и ожидая, что он станет предвестником новой главы в её жизни. В преддверии своего выступления на фестивале Коачелла Карпентер объявила, что сингл под названием «Espresso» будет выпущен 11 апреля 2024 года. Песня имела неожиданный успех, став её первым синглом номер один в чарте Billboard Global 200 и первой песней, вошедшей в топ-10 Billboard Hot 100. За ней последовал сингл «Please Please Please» (2024), который достиг первого места в Billboard Hot 100.
До официального объявления по всему Нью-Йорку стали появляться рекламные щиты с твитами о росте Карпентер. 3 июня 2024 года она объявила, что альбом, названный Short n' Sweet, будет выпущен Island Records 23 августа 2024 года, и показала обложку. Треклист был обнародован 9 июля 2024 года.

## Композиция
«Slim Pickins» — это баллада в стиле кантри, в которой она выражает сожаление по поводу нехватки подходящих мужчин для свиданий. В припеве рассказчица смиряется с тем, что ей придется довольствоваться кем-то менее идеальным, чтобы удовлетворить свои потребности, сетуя на то, что хорошие женихи либо недоступны, либо уже заняты, и клянется продолжать высказывать свое недовольство. Далее она отмечает, что ее парень не знает элементарных грамматических правил и не понимает разницы между словами «„their“, „there“, and „they are“» («их», «там» и «они», то есть герой не отличает между собой значения похожих слов); хотя он не замечает, чего ему не хватает в жизни, и явно не реализует свой потенциал, он вступает в сексуальную связь с рассказчицей. В конце она шутит, что, поскольку хорошие мужчины обычно по-пьяни звонят своим бывшим, а у нее никогда не было «гей-пробуждения», она и дальше будет торчать на кухне и жаловаться: «Тогда я просто буду здесь, на кухне, / Подавать немного стонов и нытья».

## Отзывы
Алекс Хоппер из журнала American Songwriter считает, что в песне «Slim Pickins» Карпентер создала идеальную песню о дилемме поиска подходящего партнера среди толпы неподходящих, воплотив в ней чувство, которое испытывают многие люди. По его мнению, стихи показали, что Карпентер не стесняется раздвигать границы того, что обычно ожидается от поп-песни: «Как всегда, Карпентер высказывает свои разочарования без намека на юмор […] Она перечисляет юмористические — хотя и глубоко понятные — „иксы“, которые могут быть у человека с партнером». В рейтинге треков альбома журнал Billboard поместил песню на последнее место.

## Живое исполнение
Премьера песни «Slim Pickins» состоялась в Музее Грэмми Grammy Museum at L.A. Live в Лос-Анджелесе 2 августа, до ее официального выхода. Она исполнила стрип-версию песни, сидя на табурете, с минимальным инструментальным сопровождением от Антоноффа. Представляя песню, Карпентер сказала: «Эта песня милая, и я просто хотела спеть ее для вас сегодня. Она называется „Slim Pickins“, и я надеюсь, что она вам понравится». Teen Vogue посчитал выступление «интимным», а Capital назвал «Slim Pickins» «великолепной, горько-сладкой балладой в стиле кантри».

## Чарты

### Еженедельные чарты
| Чарт (2024)                              | Высшая позиция |
| ---------------------------------------- | -------------- |
| Австралия (ARIA)                         | 24             |
| Канада (Billboard Canadian Hot 100)      | 33             |
| Мир (Billboard Global 200)               | 30             |
| Новая Зеландия (Recorded Music NZ)       | 28             |
| Португалия (AFP)                         | 72             |
| Великобритания (UK Streaming Chart, OCC) | 36             |
| США (Billboard Hot 100)                  | 27             |

## Сертификации
| Регион                                                                      | Сертификация | Продажи |
| --------------------------------------------------------------------------- | ------------ | ------- |
| Канада (Music Canada)                                                       | Золотой      | 40 000  |
| Данные о продажах + прослушиваниях приведены только на основе сертификации. |              |         |